# We Rock (canção)
We Rock, produzida e escrita por Greg Wells, foi a primeira música, oficial, do filme Camp Rock, e está presente no álbum do mesmo nome. Ela foi lançada dia 20 de Maio de 2008 no comercial, e foi lançada dia 3 de Junho de 2008 na loja virtual iTunes, como um single e um video clip single, com uma exclusiva entrevista com os Jonas Brothers, na Radio Disney.

## Lançamento
A Disney lançou uma música no cd, Exclusive Camp Rock Fan Pack, como um single comercial apenas, dia 20 de Maio de 2008; nele, havia vários "brindes" de Camp Rock, como uma especial versão de novela. O Exclusive Camp Rock Fan Pack incluí a música We Rock, na instrumental versão, o video clip, um mini-poster, um ringtone, e mais. No dia 3 de Junho de 2008, a música foi lançada no iTunes, em duas versão. Uma era a música apenas e, a outra, a música e uma exclusiva entrevista com os Jonas Brothers, da Radio Disney.

## Posições
Esse single vendeu cerca de 11,000 mil cópias, no pacote fã (um pacote exclusivo), na primeira semana que foi lançado, ficando em primeiro lugar na Hot 100 Singles Sales. Além disso, a música ficou no #11, no iTunes.

## We Rock - Around the World
No dia 18 de Maio de 2008, a Disney estreou o video clip "We Rock - Around The World". O video clip conta com diversas estrelas do canal Disney Channel, como  Selena Gomez, Jason Dolley, Mitchel Musso, além de fãs, dançando e cantado a música. A música foi cantada no "Final Jam", depois da música "This Is Me", de Demi Lovato e Joe Jonas.Também foi lançada na edição rock estendida do DVD do filme.

## Referência
1. ↑  Tommy2.net » Blog Archive » Daily News
2. ↑  Camp Rock (soundtrack)
3. ↑  Welcome to Music[ligação inativa]
4. ↑  Camp Rock: We Rock (Radio Disney Exclusive) - Single[ligação inativa]
5. ↑  Radio Disney Exclusive - Camp Rock: We Rock - Single[ligação inativa]
6. ↑  Jonathan Cohen, Jonas Brothers Ready To 'Burn' Up The Charts, Billboard.com, May 28 2008